# Анарта

Карта древних индийских государств

Анарта — царство Древней Индии, находившееся приблизительно на территории северного Гуджарата.
Ядавы стали править им после того, как покинули Матхуру из-за нападений Джарасандхи, царя Магадхи. Главные среди Ядавов — Васудева, Кришна, Баларама, Критаварма и Сатьяки — правили этим царством под надзором их царя Уграсены. Согласно «Махабхарате», столицей Анарты являлась легендарная Дварака. Хотя некоторые другие древние тексты, например «Махабхагавата», утверждают, что Дварака и Анарта были двумя независимыми царствами. Можно заключить, что в период Махабхараты, Анарта, так же, как и многие другие царства, находилась под прямым контролем города-государства Двараки. Согласно Бхагавата-пуране, жена Баларамы, Ревати, была родом из этого царства.
Другие царства Ядавов в западной/западно-центральной Индии:
1. Чеди (округ Джханси в Уттар-Прадеше)
2. Шурасена (округ Матхура в Уттар-Прадеше (также известен как Врадж)
3. Дашарна (к югу от Чеди)
4. Каруша (к востоку от Дашарны)
5. Кунти (к северу от Аванти)
6. Аванти (округ Удджайн в Мадхья-Прадеше)
7. Малава (к западу от Аванти)
8. Гурджара (южный Раджастхан)
9. Хехея (долина реки Нармада вблизи от города Махешвар в Мадхья-Прадеше)
10. Саураштра (южный Гуджрат)
11. Дварака (в направлении берега от города Дварка в Гуджрате)
12. Видарбха (северо-восточная Махараштра)

## Упоминания в «Махабхарате»
В Махабхарате Анарта упомянута как одна из стран Древней Индии (Бхарата-Варши).

### Сыновья Драупади проходят военную подготовку в царстве Анарта
- Мб 3.182[2]

Когда Пандавы были изгнаны Кауравами в лес, пять сыновей Пандавов, рождённых у Драупади, были отосланы в Панчалу, царство, которым правил их дед по материнской линии Друпада. Позже они отправились в Анарту, которой правили Ядавы, так что теперь они могли остаться со своими сводными братьями и близким другом, Абхиманью, и учиться у них военному искусству.
Кришна сказал Драупади: «Твои сыновья привержены обучению борьбы на различных видах оружия, благонравны и являются примером для подражания для своих благочестивых друзей. Твой отец и братья предлагают им царство и земли, но им ничего этого не нужно. Продолжая свой путь к Анарте, они получили большое удовольствие, учась сражаться. Лишь войдя в город Вришни (Дварака), твои сыновья сразу же полюбили его жителей.»
После Кришна сказал Юдхиштхире, что воины Анарты, включая рода Сатвата, Дашарха, Кукура, Адхака, Бходжа, Вришни и Мадху, всегда готовы сразиться с врагами Пандавов, а именно Кауравами, возглавляемых Дурьодханой. Баларама со своим плугом в качестве оружия поведёт войска лучников, всадников, пеших солдат, карет и слонов.
Также в пятой книге 83 главы Махабхараты упоминается, что мать Пандавов, Кунти, некоторое время жила в Анарте, пока её сыновья были в изгнании.

### Двоюродные братья Пандавов из Анарты присоединяются к ним в Упаплавье
- Мб 4.72[4]

По истечении 13 лет, пять Пандавов поселились в одном из городов Вираты под названием Упаплавья. Арджуна убедил Абхиманью, Кришну и многих других людей Дашархи покинуть Анарту.

### Дурьодхана и Арджуна прибывают в Анарту, желая заключить союз с Ядавами
- Мб 5.7[5]

Дурьодхана и Арджуна прибыли в Анарту, желая заключить союз с Ядавами, чтобы вместе с ними сражаться в битве на Курукшетре. Некоторые Ядавы вступили в союз с Кауравами, а некоторые с Пандавами. Кришна присоединился к Пандавам, обещая не использовать оружие во время битвы. Так он принимал участие в войне не как воин, но как дипломат, посол мира, военный советник и как наставник и колесничий Арджуны. Армия Кришны, Нараянас, была отдана Дурьодхане. Нараянас представляла собой огромное количество пастухов, способных сражаться в самой гуще сражения. Баларама же принял нейтралитет, так как он желал помочь Дурьодхане, но не мог сражаться против своего брата Кришны, который уже присоединился к Пандавам. Так он не сражался ни на чьей стороне и просто отправился в паломничество по реке Сарасвати. Критаварма присоединился к Дурьодхане с отрядами в количестве акшаухини. С таким же количеством отрядов Сатьяки присоединился к Пандавам.

### Жители Анарты в битве на Курукшетре
- Сатьяки был предводителем Пандавов, и главным среди жителей Анарты[6].
- Критаварма был предводителем Кауравов[6]. Описывается, что был жителем Анарты, сыном Хридика и могучим воином.
- Вивингшати, один из 100 братьев Кауравов, убил сотни воинов Анарты.